# Henk Norel
Henk Norel (* 17. September 1987 in Gorinchem) ist ein ehemaliger niederländischer Basketballspieler.

## Werdegang
Nach seinen Anfängen in seinem Heimatland bei SV Argon und den Demon Astronauts Amsterdam wechselte Norel noch im Jugendalter nach Spanien zu Joventut de Badalona. Bei dem Verein blieb er mit Ausnahme seiner Ausleihen zu CB Prat und CB Lucentum Alicante bis 2012. 2006 gewann Norel mit Badalona den europäischen Wettbewerb Eurocup.
Norel spielte nach seinem Weggang aus Badalona bis 2019 in Spanien. Seinen besten Saisonpunktedurchschnitt in der spanischen Liga ACB erzielte der Niederländer 13,9 Punkte je Begegnung. In den Spielzeiten 2019/20 und 2020/21 bestritt er in seinem Heimatland noch acht Ligaspiele für die Heroes Den Bosch. Im Anschluss an seine Spielerlaufbahn wurde Norel Mitglied von Den Boschs Trainerstab und kümmerte sich unter anderem um die Förderung von Nachwuchsspielern.

### Nationalmannschaft
2015 nahm Norel mit der niederländischen Nationalmannschaft an der Europameisterschaft teil. Insgesamt bestritt er 79 Länderspiele. Er war ebenfalls Jugendnationalspieler.